# Heterogonium lobulatum
Heterogonium lobulatum är en ormbunkeart som beskrevs av Holtt. Heterogonium lobulatum ingår i släktet Heterogonium och familjen Tectariaceae. Inga underarter finns listade.